# Maison à l'ange
La Maison à l'ange, également appelée maison de Bartoszewiczowski, est un bâtiment classé à Zamość, une ville de la voïvodie de Lublin dans le sud-est de la Pologne. Le bâtiment a été érigé entre 1634 et 1636 dans la ville planifiée et forteresse, qui est actuellement un site du patrimoine mondial de l'UNESCO. Elle est considérée comme la plus magnifique des maisons dites Arméniennes de la ville et abrite le musée d'histoire régionale de Zamojskie depuis 1941,.

## Description et histoire
Le bâtiment a été érigé de 1632 à 1634 dans la ville planifiée et fortifiée de Zamość, qui n'avait été construite que quelques décennies plus tôt sur la base des plans du maître d'œuvre vénitien Bernardo Morando (1540-1600) sous le magnat polonais Jan Zamoyski (1542-1605). La Maison de l'Ange fait partie des Maisons Arméniennes, un groupe de maisons construites aux XVIIe et XVIIIe siècles sur le côté nord du Grand Marché. Les Arméniens ont reçu autrefois le privilège de s'installer dans sa nouvelle ville du fondateur de la ville, Jan Zamoyski. La Haus zum Engel, sur la façade de laquelle se trouve, entre autres, une arcade, est considérée comme la plus magnifique des maisons qu'ils aient construites.
Elle a été construite à l'origine comme un bâtiment d'un étage. Au sommet, il se terminait par un attique. Au cours du XVIIIe siècle, cependant, elle fut agrandie et le grenier supprimé. L'une des particularités de ce bâtiment est la façade. Il est orné de motifs végétaux et animaliers. Le personnage principal qui lui donne son nom est celui de l'Archange Gabriel, qui se situe à la hauteur du premier étage.
Il y a des poutres apparentes à l'intérieur du bâtiment. Ici, il y a des reliefs en pierre représentant des vignes, qui encadrent les fenêtres jumelles existantes et les frises peintes. Les portails de l'édifice sont également décorés.

La Haus zum Engel abrite actuellement le musée Zamojskie, qui traite de l'histoire régionale locale. Parfois, le bâtiment porte également le nom de son fondateur, la maison Bartoszewiczowski. Le musée, fondé en 1926, est situé dans la Haus zum Engel depuis 1941. Les autorités de la puissance occupante allemande lui avaient assigné cette maison. Auparavant, c'était dans la mairie voisine, où certaines pièces étaient utilisées.

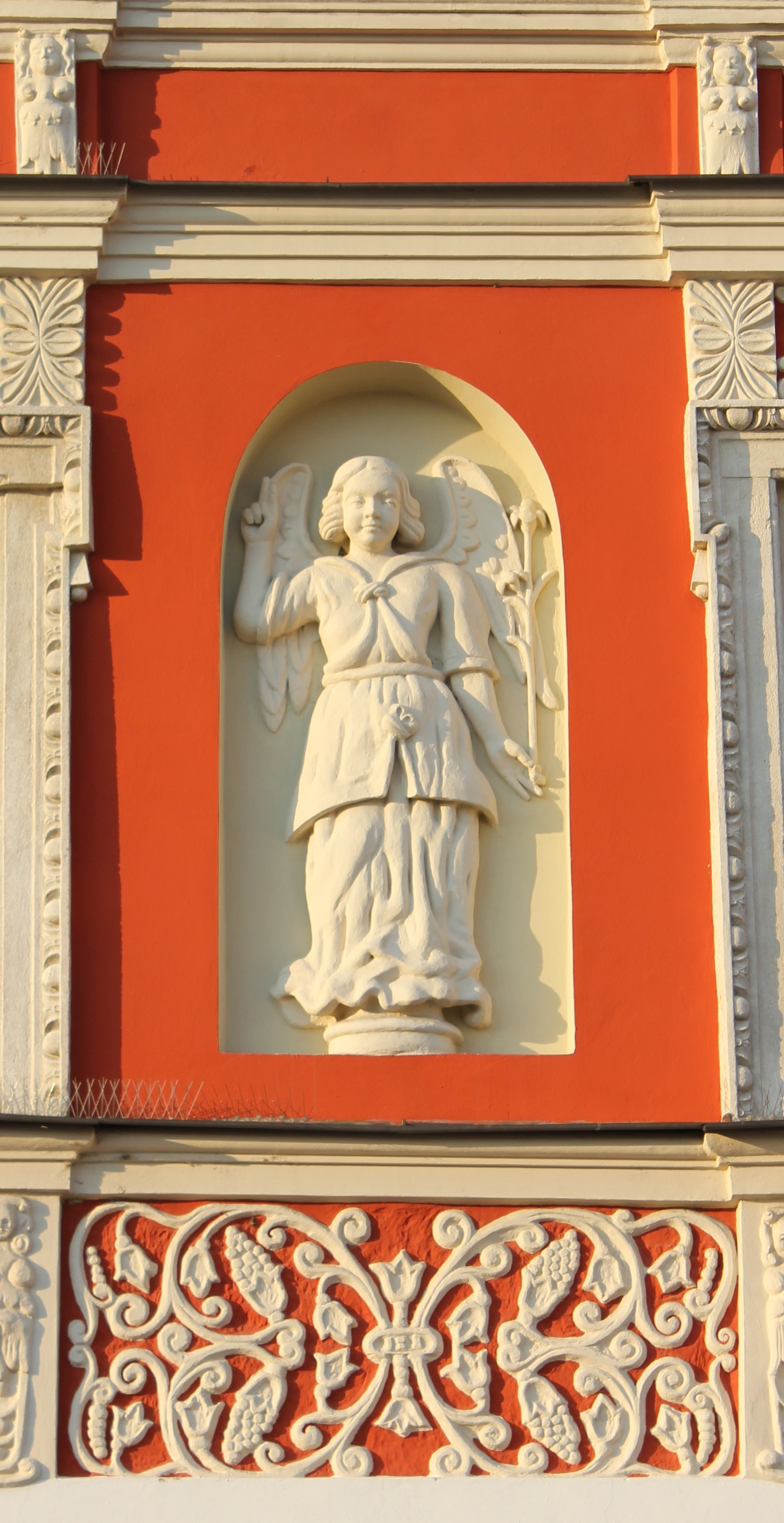
Der Erzengel Gabriel an der Fassade des Gebäudes.
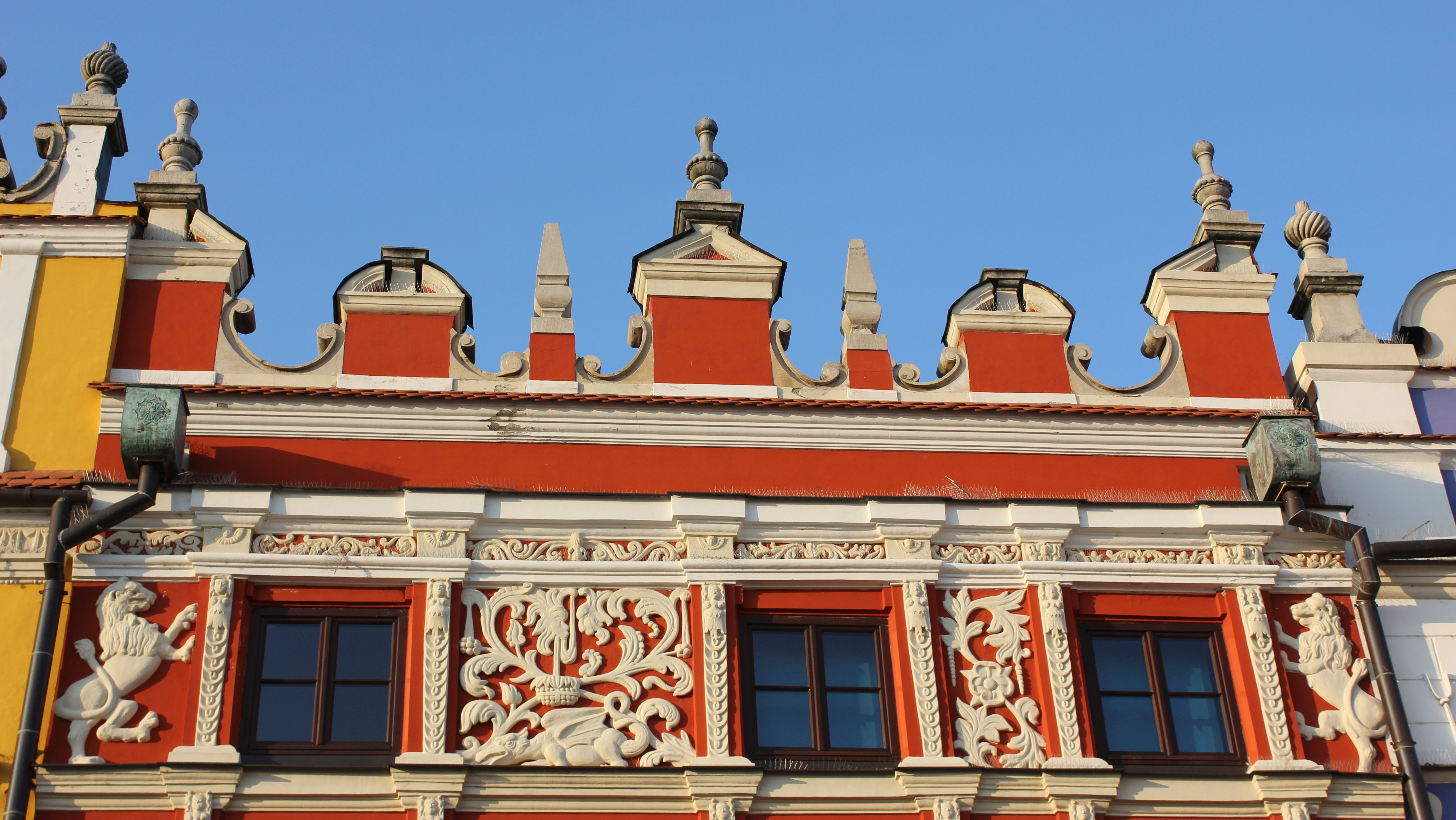
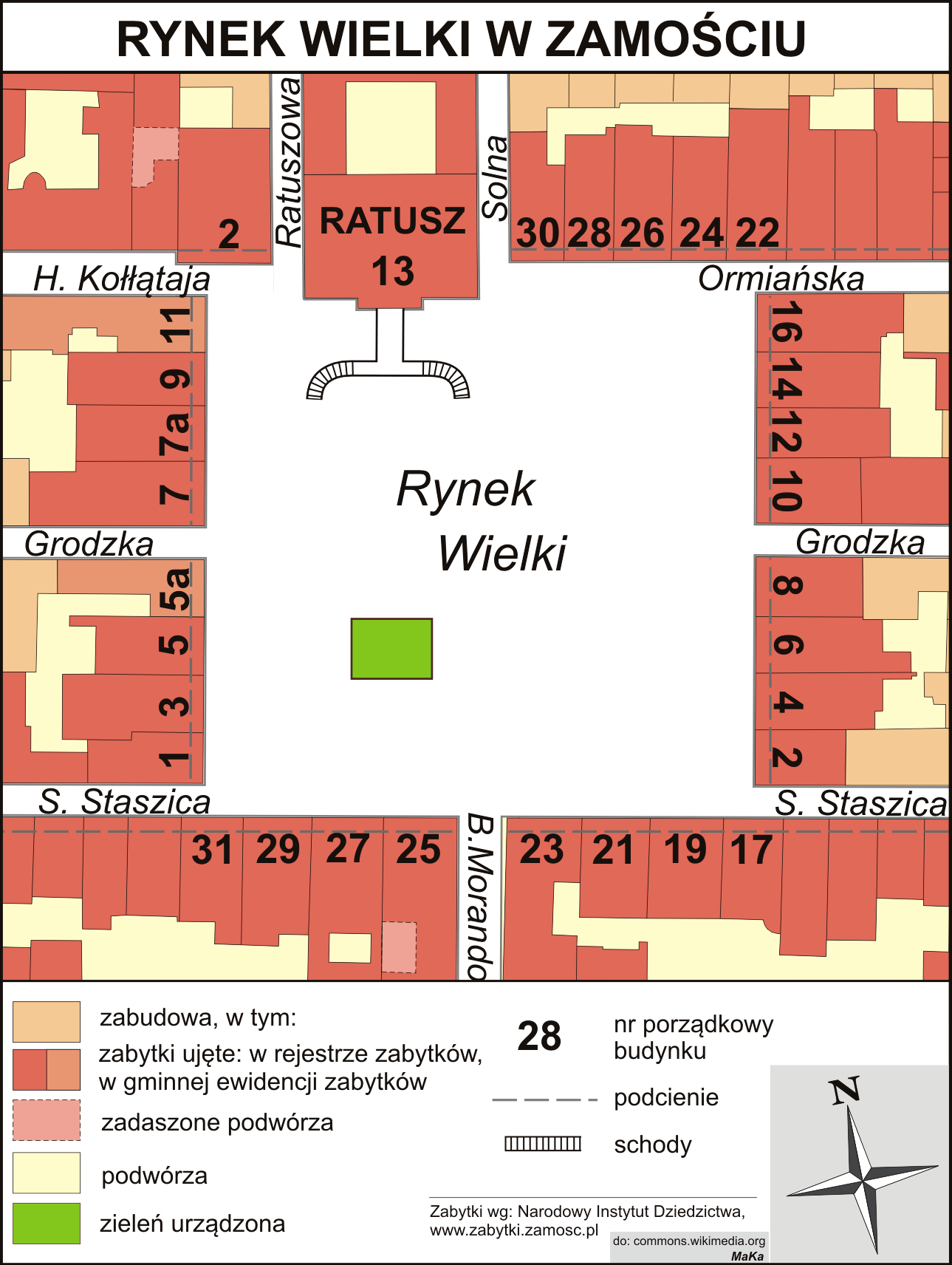
Plan des Marktplatzes